# Cytisus proliferus
Cytisus proliferus (tagasaste o escobón) es una especie arbustiva de la familia de las fabáceas originaria de la islas Canarias, España.
La variedad palmensis (C hrist) A. Hans. & Sund. se cultiva como especie forrajera en varios países del mundo.

## Descripción
Es una especie de hoja perenne que puede presentar un porte más o menos arbóreo, o arbustivo, según el hábitat, características genéticas (ecotipos), o la poda que se aplique sobre él. Presenta una altura media de 2,5 metros y una altura máxima de 6 metros.
Genera mucha masa vegetal, de tal forma que presenta una copa densa, con un tamaño que puede llegar también a los 6 metros de diámetro. Las hojas son trifoliadas, de color verde azulado. Las flores son de un color blanco cremoso, agrupadas en las axilas de las hojas. La legumbre es apretada, vellosa, de color negro al madurar con un número variable de semillas en cada vaina (de 8 a 16) y de color negro. No presenta espinas. Las semillas son muy pequeñas (45.000/kg), y germinan con dificultad, siendo necesario tostarlas o someterlas a un baño en agua hirviendo de menos de un minuto para obtener un porcentaje adecuado en la germinación. En los primeros estados de desarrollo es frágil y sensible a las heladas, el pisoteo o al pastoreo, por lo que se deberá proteger si se quiere cultivar. El tagasaste tiene una notable capacidad para recuperarse de la defoliación. Hay ecotipos que tienen tendencia a formar un porte arbóreo y con ramas más gruesas y lignificadas, mientras que otros forman arbustos con alta densidad de brotes y hojas. Estos últimos ecotipos son los que resultan más interesantes para la producción de forraje, y por tanto para ser cultivados.
Como otras muchas leguminosas, tiene la capacidad de establecer simbiosis con varias cepas de Rhizobium, y aprovechar la fijación del nitrógeno ambiental que le proporciona la bacteria.

## Hábitat
En estado natural el tagasaste está presente en los dominios del pinar canario, así como en zonas degradadas del monteverde. Crece con facilidad sobre suelos volcánicos relativamente recientes.

### Requerimientos ambientales
El tagasaste prefiere suelos arenosos ligeros y bien drenados, pero prospera en gravas, margas, calizas y lateritas. Lo encontramos muchas veces sobre pendientes y laderas, y se han plantado en ocasiones para recuperar zonas, como escombreras y vertederos de la minería. Prefiere suelos ácidos, aunque tolera suelos alcalinos hasta un pH de 8,5. Sin embargo no tolera suelos salinos.
Es muy resistente a la sequía, pudiendo sobrevivir con 200 mm anuales, aunque suele estar bajo un rango de 350-1600 mm anuales, necesitando un mínimo de 600 mm para una buena producción. La resistencia a la falta de agua se debe en gran medida a que sus raíces pueden alcanzar más de 10 metros de profundidad. Sin embargo necesita un buen drenaje puesto que es muy sensible a la asfixia radicular (anegamiento), además de ser propenso a sufrir ataques por hongos que le causan podredumbres en circunstancias de saturación de agua. El rango normal para el cultivo es de 1.000-2.000 m de altitud, aunque crece bien hasta altitudes que se acercan los 3.000 m en las zonas tropicales y es uno de los pocos árboles forrajeros que pueden soportar las heladas hasta los -9 °C en las tierras tropicales altas, aunque se debe tener cuidado con las plántulas pequeñas, que son más sensibles a las heladas.
El tagasaste no se quema con facilidad, ya que se mantiene verde durante la estación seca.

## Distribución

### España
El Cytisus proliferus se extiende por las islas centrales y occidentales del archipiélago canario (El Hierro, La Palma, La Gomera, Tenerife y Gran Canaria) donde está representado por la subespecie proliferus. En las islas de La Gomera y de Tenerife se encuentra además la subespecie angustifolius (Kuntze) G. Kunkel; mientras que en Gran Canaria está presente la subespecie meridionalis Acebes.
Se reconocen asimismo cinco variedades de la subespecie proliferus:
- var. proliferus, en Tenerife;
- var. canariae (Christ) Kunkel, en Gran Canaria;
- var. palmensis (Christ) A. Hans. & Sund. en La Palma, introducido en el resto de islas;
- var. calderae J.R. Acebes, en zona de la Caldera de Taburiente de la isla de La Palma;
- var. hierrensis Pitard, en El Hierro.

En 1986 se estimaba que cubría 2400 ha de la Provincia de Santa Cruz de Tenerife. Esta especie es sin duda una de las especies forrajeras más importantes en Canarias, por el interés histórico y la extensión del mismo, ocupando actualmente más de 5000 ha de cultivo.

### Otros países
El tagasaste adquirió gran importancia en Australia y Nueva Zelanda a partir de las semillas enviadas a finales del siglo XIX por el médico Victor Pérez al Real Jardín Botánico de Kew, en Inglaterra. En 1879 las autoridades de Kew enviaron semillas a las colonias con fines experimentales y los primeros informes favorables se obtuvieron de Australia en 1880 y al año siguiente de Nueva Zelanda.
Actualmente se encuentra establecido y se investiga su capacidad productiva y la calidad del forraje en otros países como Hawái, Norte de África, Argentina, Etiopía, Chile, Italia, Sudáfrica, Java, California, Portugal, Kenia, Tanzania,  y más recientemente se están iniciando algunos estudios de evaluación en la península ibérica, concretamente en el suroeste (Huelva).

## Interés forrajero y aprovechamiento
Durante siglos, los agricultores de las Islas Canarias han dependido del tagasaste para mantener a su ganado en los largos veranos secos. Se utiliza como arbusto forrajero, principalmente para ser aprovechado en ramoneo. Es un forraje rico en proteína (20-28%), sin problemas de toxicidad y muy palatable, aunque menos que Medicago arborea, que podemos encontrar en zonas climáticas similares a las del tagasaste.
En Australia la aparente necesidad de la cosecha manual o mecánica fue un serio problema inicialmente para los agricultores. Posteriormente, se vio que las ovejas y el ganado pueden aprovechar los arbustos directamente, sin perjuicio de las plantas, lo que ha supuesto una utilización mucho mayor. Con una buena gestión de las plantaciones son plenamente productivas en secano durante varios años. Estas plantaciones  requieren una atención que va poco más allá de la aplicación anual de fertilizantes y poda periódica.
El forraje tiene una composición similar a la alfalfa. La composición de nutrientes varía de acuerdo a la fertilidad del suelo, siendo muy importante la fertilización en fósforo. En Australia Occidental, se aplica anualmente unos 200 kg/ha de superfosfato y potasa (3:2). Aplicación de micronutrientes, tales como calcio, también puede ser necesaria en determinados momentos. Los arbustos pueden continuar creciendo a pesar de la falta de minerales esenciales, pero la calidad y palatabilidad del follaje disminuirá considerablemente.
El forraje es consumido por la mayoría de las especies, aunque en algunos casos el animal requiera un tiempo para acostumbrarse. La calidad del forraje también depende de las partes de la planta, siendo mucho más digestibles y ricas en proteínas las partes más jóvenes y verdes.
La experiencia demuestra que los arbustos de las plantaciones deben mantenerse pequeños y tupidos. Cuando las plántulas tienen cerca de 10 meses de edad, deben podarse para estimular la formación de tallos múltiples. El manejo del pastoreo debe pensarse para prevenir la floración y mantener el tagasaste en el estado vegetativo, ya que con la floración disminuye la calidad forrajera de la hoja.

## Taxonomía
Cytisus proliferus fue descrito por Carlos Linneo el Joven y publicado en Supplementum Plantarum 328. 1782.
Etimología
Cytisus: nombre genérico que según algunos autores deriva de la palabra griega kutisus, un nombre para una especie de trébol (en referencia a la forma de las hojas); según otras etimologías Cytisus es un nombre del latín que deriva de una palabra preexistente griega kytisos de etimología incierta (podría ser el resultado de algunos de los primeros habitantes de la expresión Asia Menor).; según otras etimologías se deriva de la palabra griega kytos (= cavidad.)
proliferus: epíteto latíno que significa 'prolífera'.
Sinonimia
- Chamaecytisus palmensis (H.Christ) Hutch.
- Chamaecytisus proliferus (L.f.) Link
- Chamaecytisus proliferus var. palmensis H.Christ[21]

## Nombres comunes
- Castellano: tagasaste, escobón,[11][10] árbol de Lucerna.[cita requerida]

La voz tagasaste es de procedencia aborigen canaria, y tendría el significado precisamente de escobón, según el filólogo Igancio Reyes.

## Galería

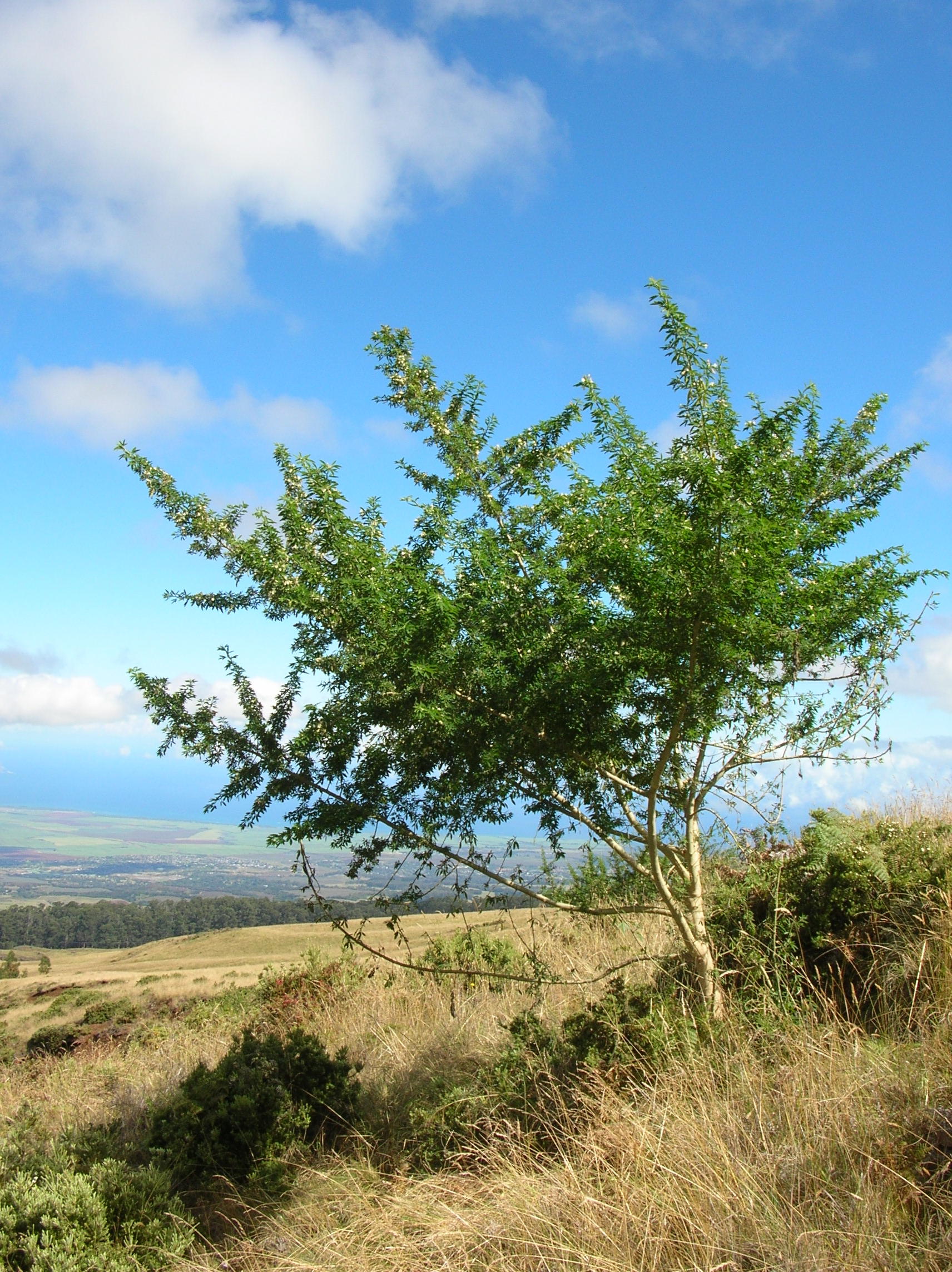
Vista del arbusto.
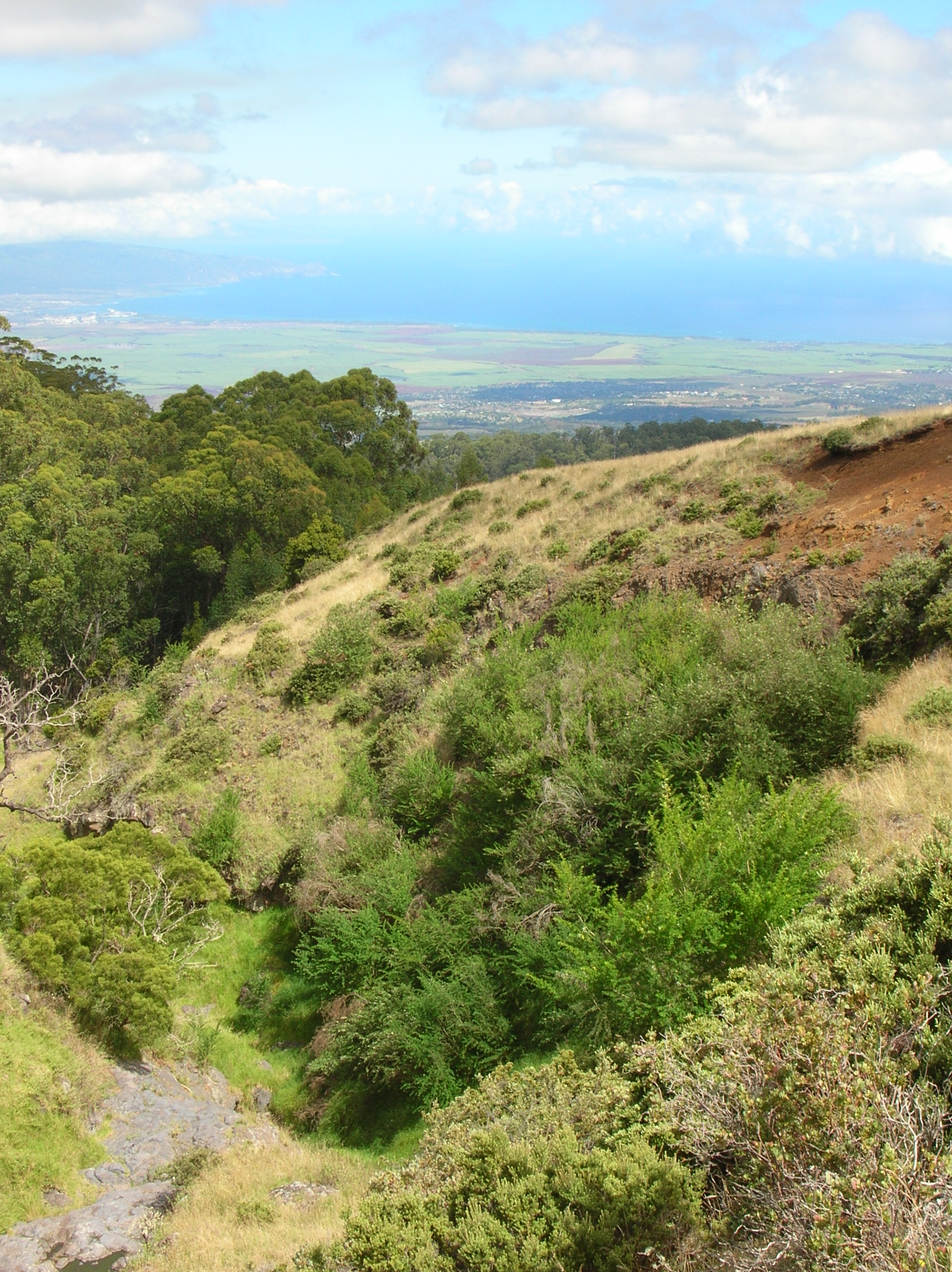
En su hábitat.
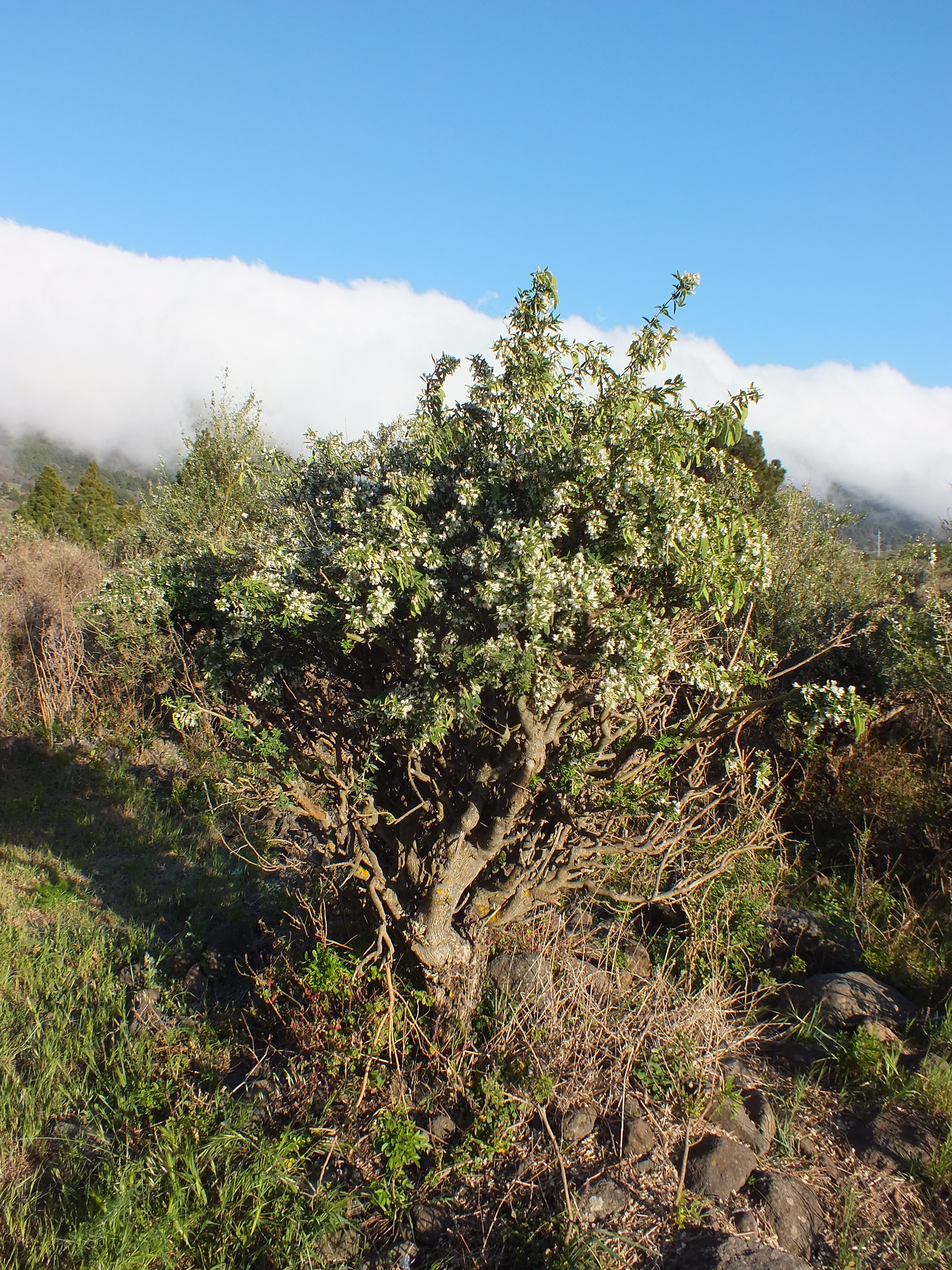
Arbusto de tagasaste en el municipio de El Paso, La Palma.
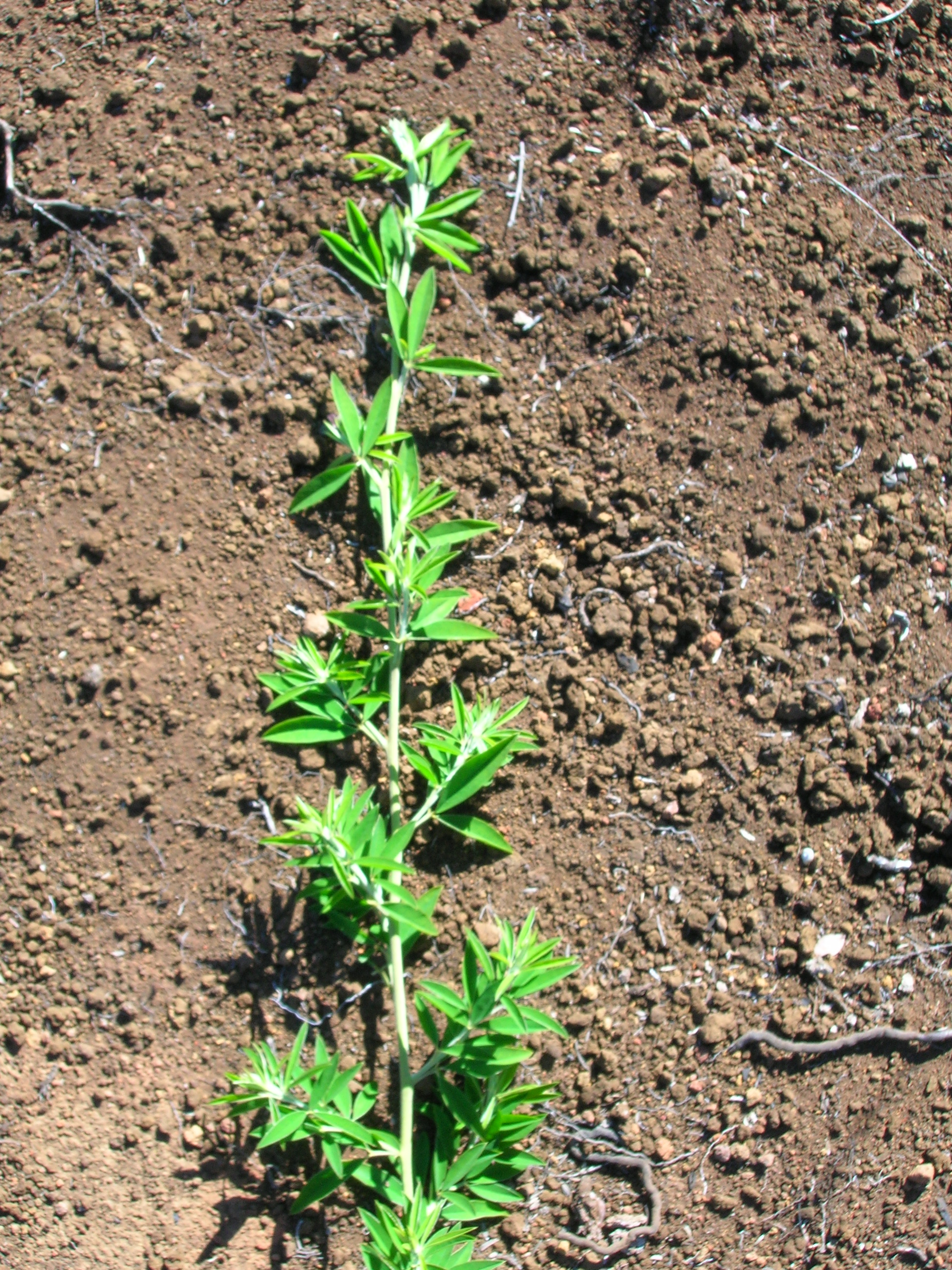
Hojas.
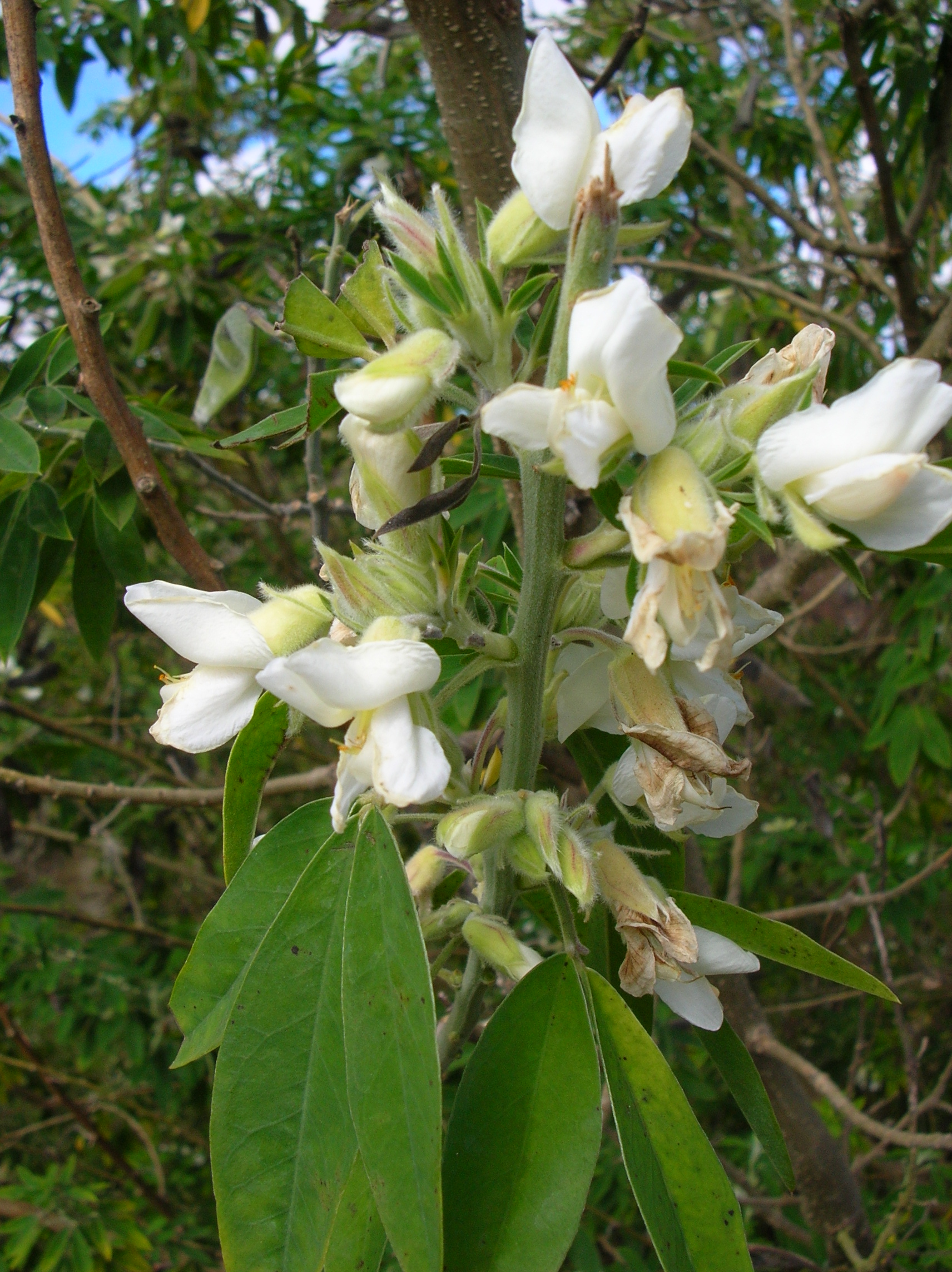
Detalle de las hojas.
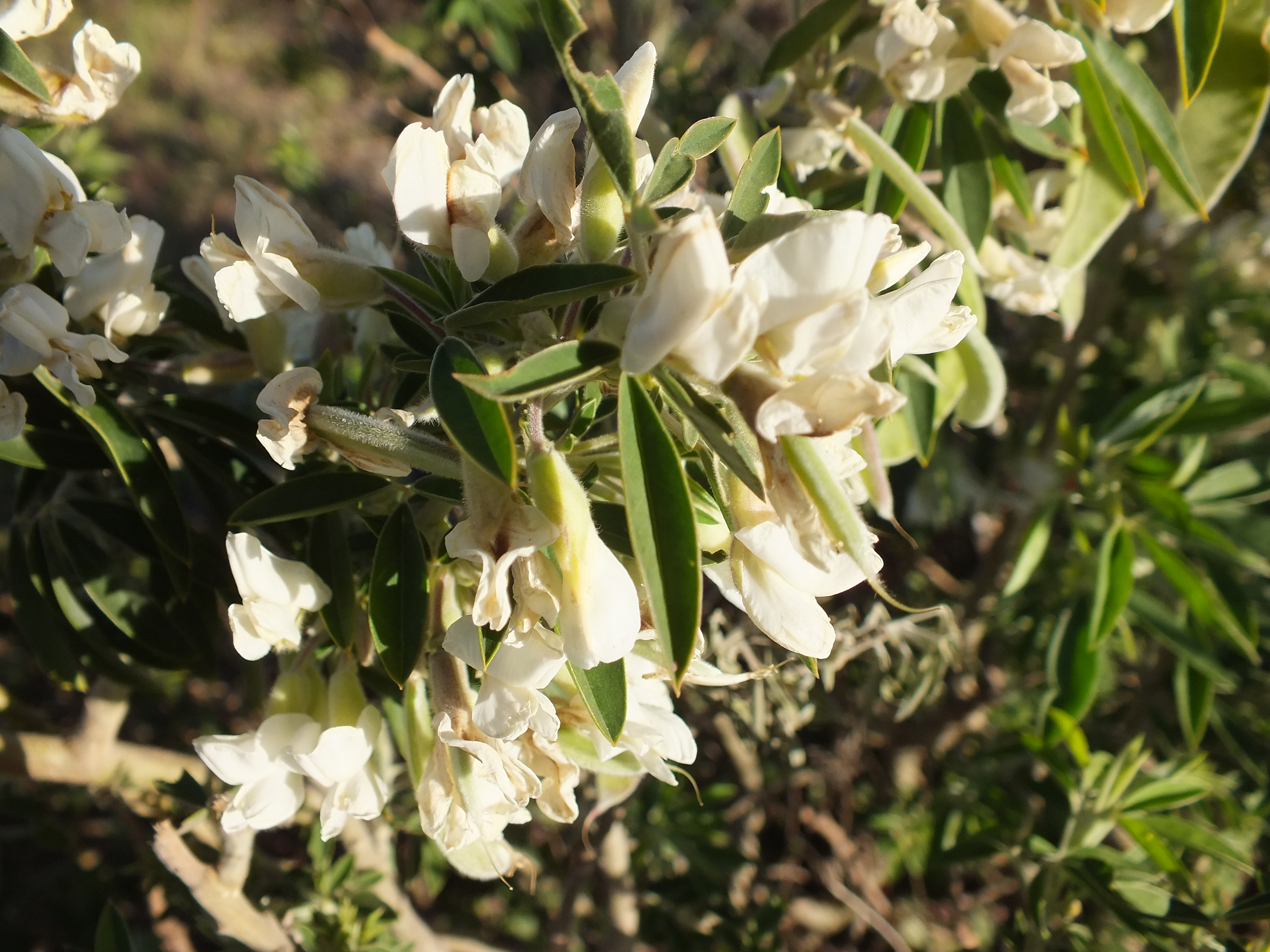
Flor de tagasaste.